# Andrzej Pielgrzymowic
Andrzej Pielgrzymowic (Andrzej Górczewski) – wójt Starej Warszawy od 1439 roku.
Był synem wójta Starej Warszawy Piotra Pielgrzyma. Około 1434 roku włączył się do handlu warszawskiego. Na mocy działu przeprowadzonego z bratem Janem w 1441 roku objął posiadłość Górce.